# Pete Quaife
Peter Alexander Greenlaw Quaife (Tavistock (Devon), 31 december 1943 - Herlev, 24 juni 2010) was een Brits basgitarist. Quaife was een van de medeoprichters van The Kinks. Nadat hij deze groep in 1969 verlaten had, vormde hij de country-rockgroep Maple Oak. Toen bleek dat de eerste single van deze groep geen hit werd, verliet hij in 1971 de muziekindustrie. In het begin van de jaren 80 vestigde hij zich in Canada, waar hij werk kreeg als tekenaar.
Quaife overleed op 66-jarige leeftijd aan nierfalen.